# صفي الدين الحلي
صَفِيِّ الدينِ الحِلِّي (677 - 752 هـ / 1277 - 1339 م) هو أبو المحاسن عبد العزيز بن سرايا بن نصر الطائي السنبسي نسبة إلى سنبس، بطن من طيء.

## نشأته
ولد ونشأ في الحلة، بين الكوفة وبغداد، واشتغل بالتجارة فكان يرحل إلى الشام ومصر وماردين وغيرها في تجارته ويعود إلى العراق. وأنقطع مدة إلى أصحاب ماردين فَتَقَّرب من ملوك الدولة الأرتقية ومدحهم وأجزلوا له عطاياهم. ورحل إلى القاهرة، فمدح السلطان الملك الناصر وتوفي ببغداد. وكان شيعيا قحاً، وشيعيّته شديدة البروز في شعره. ولكن تشيعه لم يمنعه من مدح بعض الصحابة ممّن يخالفون معتقداته؛ إذ كان من الشيعة المفضلة.

## شعره
له (ديوان شعر)، و(العاطل الحالي): رسالة في الزجل والموالي، و(الأغلاطي)، معجم للأغلاط اللغوية و(درر النحور)، وهي قصائده المعروفة بالأرتقيات، و(صفوة الشعراء وخلاصة البلغاء)، و(الخدمة الجليلة)، رسالة في وصف الصيد بالبندق.
وهو شاعر عربي نظم بالعامية والفصحى، ينسب إلى مدينة الحلة العراقية التي ولد فيها. وعاش في الفترة التي تلت مباشرة دخول المغول لبغداد وتدميرهم الخلافة العباسية مما أثر على شعرهِ، ولقد نظم بيتا لكل بحر سميت مفاتيح البحور ليسهل حفظها. وله العديد من دواوين الشعر المعروفة ومن أشعاره الشهيرة التي لا تزال تتداول حتى أيامنا هذه:
عاش صفي الدين الحلي في الحلة والموصل والقاهرة وماردين وبغداد التي توفي فيها. كان أول من نظم البديعيات. له ديوان درر النحور في مدح الملك منصور الأرتقي ملك ماردين، والذي يحتوي على 29 قصيدة كل منها يتكون من 29 بيتا تبدأ أبيات كل قصيدة منها وتنتهي بأحد أحرف اللغة العربية.
وقد كان ينظم الحلّي في فنون الشعر باللهجة المحكية في زمانه، كالزجل والموشح والقومة، كما كان أول من صنف كتاباً مختصاً بالشعر العربي العامي، وهو كتاب العاطل الحالي، وأورد فيه نماذج من ذلك الشعر العامي في زمنه ضمت أشعراً نظمها بنفسه.
وأيضا ً قال في قصيدته الشهيرة:
- بعد خبر انكسارات جيوش الإيلخان المغولي المتكررة على يد القبائل العربية في بادية الأنبار والشام، قاد حملة كبيرة من خيرة فرسانه، والتقى الجمعان في الأنبار على ضفاف نهر الفرات قرب مدينة عنه، ووحَّد القبائل صفوف قيادتهم بإمرة قبائل طيئ، فرأى الإيلخان المغولي من هيبة قبائل الأنبار والشام ما هابه، واضطره إلى الهروب لما حمى الوطيس، وهو يقول: «ما رأيت كهذا الذي رأيته قط» فجاءت قصيدة صفي الدين الحلي الطائي لتخلّد انتصارات القبائل على الجيوش المغولية.[5]

وله قصيدة معجّمة ليس فيها حرف مهمل:
وهناك نوع آخر من شعره يسمّى الشعر العاطل أو المهمل، والذي يتميز بخلو كلماته من النقط بقوله:
كما له قصيدة كلُّ كلمة من كلماتها مُصَغّرة:
نُقيطٌ من مُسَيك في وُرَيْدِ خُويلكَ أو وُسَيْمٌ في خُدَيْدِ
الأرتقيات إذا كانت القافية ميميّة كانت أوائل الأبيات كذلك كقوله:
وإذا كانت القافية تنتهي بحرف القاف، كان أوائل الأبيات تبدأ بحرف القاف أيضاً كقوله:
وهناك قصائد نظمها الحلّي تنتهي بالياء وتبدأ أبياتها بالياء أيضاً، ولكن تمتاز بأنّها تقرأ مقلوبة بقوله:

## أعماله
- درر النحور والتي تعرف أيضا بالأرتقيات
- العاطل الحالي والمرخص الغالي
- الأغلاطي
- صفوة الشعراء وخلاصة البلغاء
- الخدمة الجليلة

## وصلات خارجية
- ديوان الشاعر صفي الدين الحلي: موقع بوابة الشعراء
- موسوعة بريتانيكا (إنكليزي)
- قديتا.نت: الحمضيات... أو الأدب المثلي عند صفي الدين الحلّي